# 新洲 (香港)
新洲（英語：San Chau, Lantau Island）是香港的一個地方，位於新界大嶼山西北部，深屈以西、大澳以東之間的海岸，東面是鐵德樹和茜草灣。
新洲於1999年5月4日被劃定為具特殊科學價值地點，劃定面積36公頃悉屬政府公有地，北方部分位於北大嶼郊野公園內，整體地形為海岸山坡灌木林地。此地為香港稀有杜鵑－毛葉杜鵑的發現地及主要棲地，這些杜鵑都受到《林務規例》（香港法例第96章附例）保護。規劃署《具特殊科學價值地點登記冊》也指出此地可能受連接東涌和大嶼山西部的計畫道路影響，建議相關發展計畫應徵詢漁農署（今漁農自然護理署）意見、符合《環境影響評估條例》（香港法例第499章），甚至將整個地點納入北大嶼郊野公園範圍。

## 腳註
1. ↑  1849年毛葉杜鵑首次被記錄，此後才陸續在華南、特別廣東一帶觀察到，除了新洲外香港僅馬鞍山、太平山有零星分布。[1]